# (21055) 1990 YR
1990 واي أر (ويعرف أيضًا باسم (21055) 1990 واي أر وفق تسمية الكوكب الصغير) (بالإنجليزية: 1990 YR)‏ هو كويكب ضمن حزام الكويكبات؛ وترتيبه 21055 من حيث الاكتشاف.
اكتُشف هذا الجُرم الفلكي بواسطة Tsutomu Hioki ‏ في 23 ديسمبر 1990.

## وصلات خارجية
- (21055) 1990 YR في قاعدة بيانات مختبر الدفع النفاث لأجرام النظام الشمسي الصغيرة

- الاكتشاف · مخطط المدار ·  العناصر المدارية · المعلمات المادية

- (21055) 1990 YR على موقع ويكي سكاي: DSS2, SDSS, GALEX, IRAS, Hydrogen α, X-Ray, Astrophoto, Sky Map, Articles and images